# Endemismo

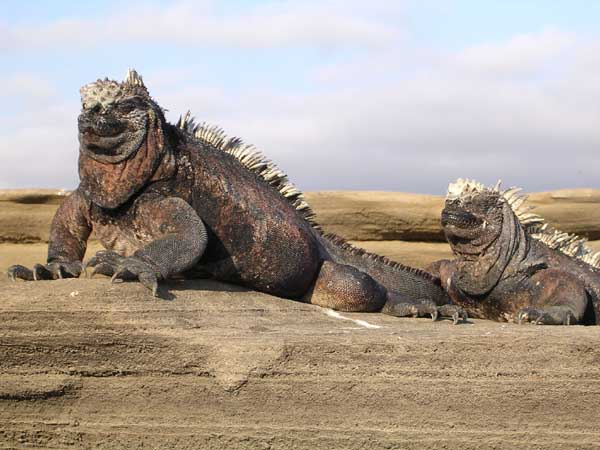
Iguana marina, especie endémica en las Islas Galápagos.

El término endemismo se utiliza en biología para indicar que la distribución de un taxón se limita a un ámbito geográfico menor que un continente y que no se encuentra de forma natural en ninguna otra parte del mundo. Por ello, cuando se indica que una especie es endémica de cierta región, significa que solo es posible hallarla de forma natural en ese lugar. Por contra, cuando un taxón está distribuido por todo el planeta se habla de una distribución cosmopolita.
El endemismo puede considerarse dentro de un abanico muy amplio. Así, un organismo puede ser endémico de una cima montañosa o un lago, de una cordillera o un sistema fluvial, de una isla, de un país o incluso de un continente. Habitualmente el concepto se aplica a especies, pero también puede usarse para otros taxones como subespecies, variedades géneros o familias.
Generalmente, la palabra endemismo debe ir acompañada de otra información que especifique de dónde es exclusivo. Por ejemplo, del pinzón azul del Teide se dice que es un endemismo tinerfeño, porque es exclusivo de la isla de Tenerife.[cita requerida]

## Algunos ejemplos de endemismos

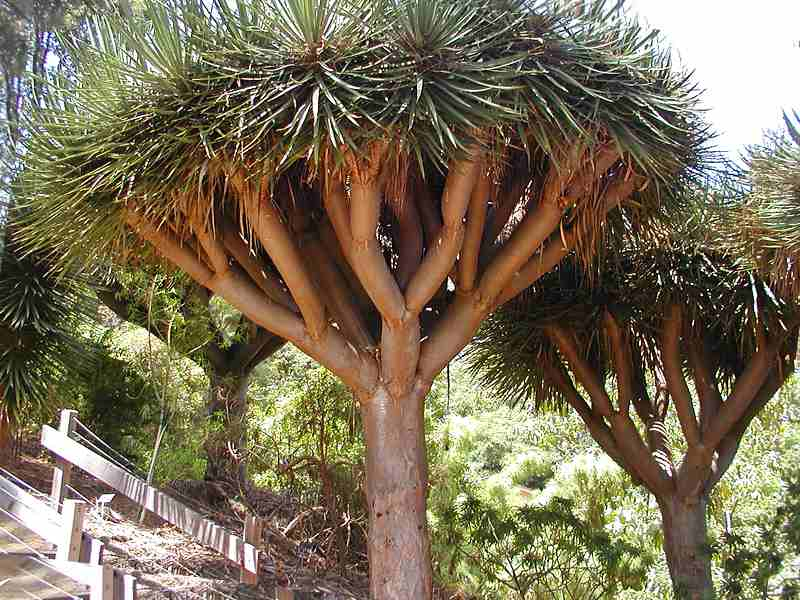
El drago, un árbol endémico de Macaronesia.

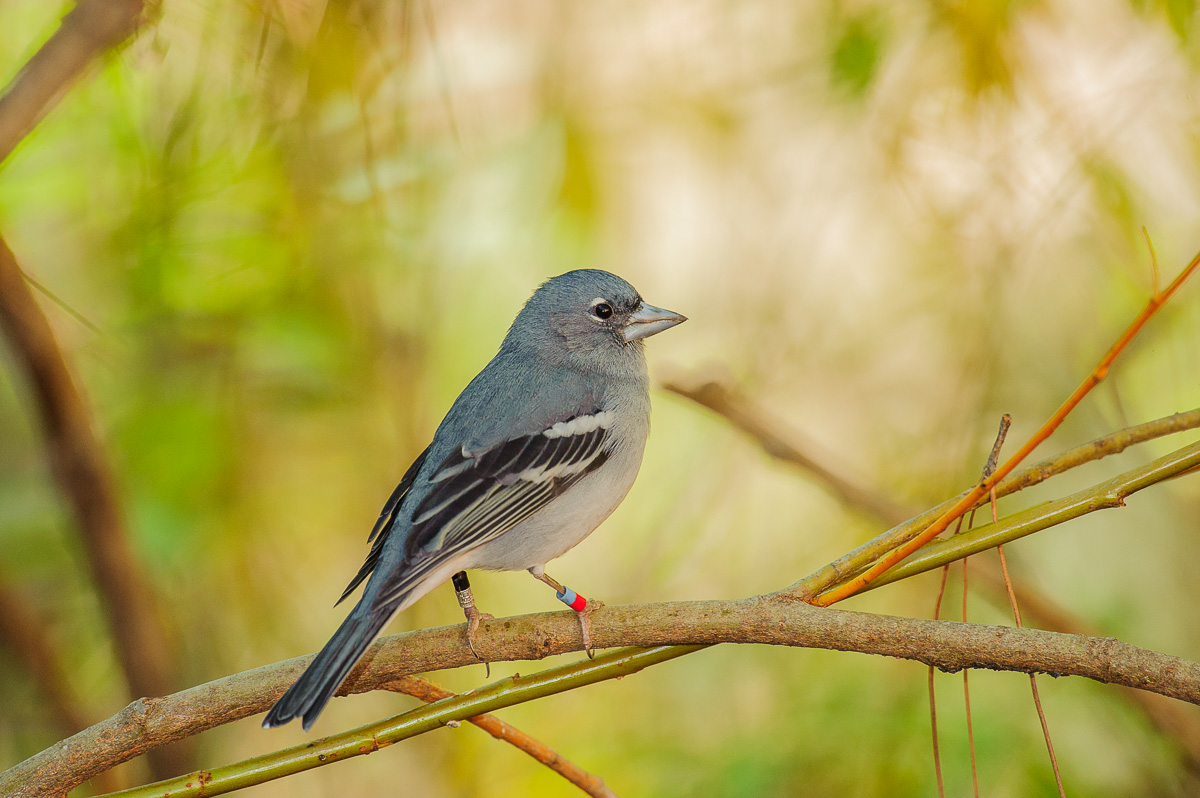
El pinzón azul de Gran Canaria, un ave endémica en peligro de extinción exclusiva de esta isla.

Un caso muy típico de endemismo es el del lince ibérico, propio de la península ibérica, o la secuoya gigante, que solo se encuentra en la Sierra Nevada (California).
Las islas, dado su aislamiento, son lugares con una elevada tasa de endemismo. Así, Australia, que no ha tenido contacto con el resto de tierras emergidas desde hace más de 50 millones de años, posee una flora y una fauna exclusivas y muy distintas del resto del mundo. La mitad de las aves de la isla de Nueva Guinea y la mitad de los mamíferos que habitan Filipinas son endémicos.
En este sentido destaca Madagascar; todos sus anfibios son endémicos, el 90 % de sus reptiles (la mitad de las especies de camaleones del planeta), el 55 % de sus mamíferos (como los lémures y los fosas) y el 50 % de sus aves son endémicas, y aproximadamente el 80 % de sus plantas no habitan en ninguna otra región del mundo. El 95 % de las especies de peces de los Grandes Lagos africanos son endémicas.
Las islas volcánicas, que nunca han estado en contacto con el continente, son especialmente ricas en especies endémicas; las especies que las habitan son descendientes de las que llegaron en tiempos pasados y pudieron adaptarse. Son excelentes ejemplos el archipiélago de Hawái o las islas Galápagos (que inspiraron a Charles Darwin su famosa teoría de la evolución), y las islas Canarias, con 500 especies de plantas endémicas y en concreto la isla de Tenerife, que presenta la mayor relación de endemismos florísticos de la región macaronésica.
Como caso extremo de endemismo, se encuentra el pez Cyprinodon diabolis, que habita exclusivamente en un único pozo de aguas termales  del parque Nacional del Valle de la Muerte. En el recuento que se hizo en 2014 se contabilizaron treinta y cinco ejemplares.

## Conservación
Las especies endémicas pueden fácilmente estar en peligro de extinción debido a su distribución restringida. Algunos científicos opinan que la presencia de especies endémicas es un buen método para encontrar las regiones geográficas que deben ser consideradas de prioridad para la conservación. Así los endemismos sirven para estimar la biodiversidad de una región.